# الكربوس
الكربوس قرية سعودية تابعة منطقة جازان، تقع شرق مدينة جازان جنوب غرب المملكة العربية السعودية وتبعد عن وسط المدينة حوالي 7.5 كلم، وهي تعد اليوم ضاحية من ضواحي مدينة جازان، بعد الاتساع العمراني.